# Filtro de barro

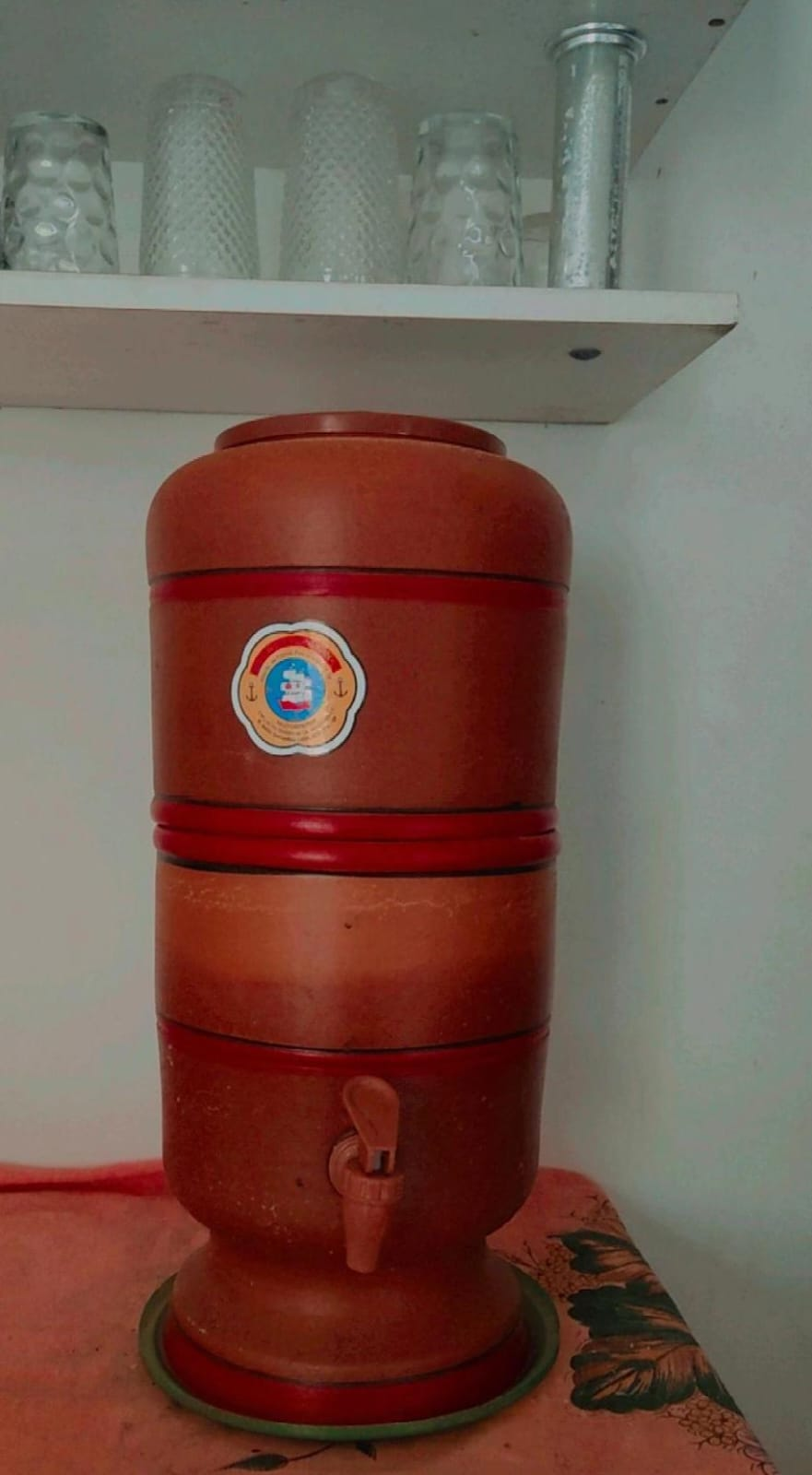
Filtro de barro muito comum nas casas brasileiras

O filtro de barro ou filtro de cerâmica, também conhecido popularmente como filtro São João ou filtro de barro brasileiro, é um utensílio doméstico de origem paulista, criado no interior de São Paulo, na cidade de Jaboticabal, no início do século XX, sendo um dos primeiros produtos criados pela indústria nacional. De acordo com o Doutor em Geografia Júlio César Bellingieri, o desenvolvimento do utensílio deu-se pela união das velas esterilizantes trazidas por imigrantes italianos e portugueses às jazidas de argila abundantes no estado de São Paulo e revolucionou a forma como a água era consumida no país.
O filtro consiste em um conjunto formado por dois recipientes cerâmicos; equipado com uma ou mais velas filtrantes e dotado de uma torneira no recipiente inferior. As velas são peças ocas e cilíndricas, feitas de material poroso, cuja função é reter partículas e bactérias presentes na água. No início, as velas eram discos de cerâmica, colados com breu e cera. Embora os elementos responsáveis por filtrar a água sejam as velas, é comum nomear todo o conjunto como filtro. 
Por ter eficácia largamente comprovada, ter baixo custo e fácil de ser usado, seu uso é recomendado em locais onde o saneamento básico é precário, onde normalmente a pobreza predomina; em uma pesquisa feita pelo Instituto Vital Brazil, o filtro paulista é capaz até de transformar água de esgoto em água potável. Foi considerado por pesquisas internacionais como o melhor sistema de purificação de água do mundo.

## Funcionalidade

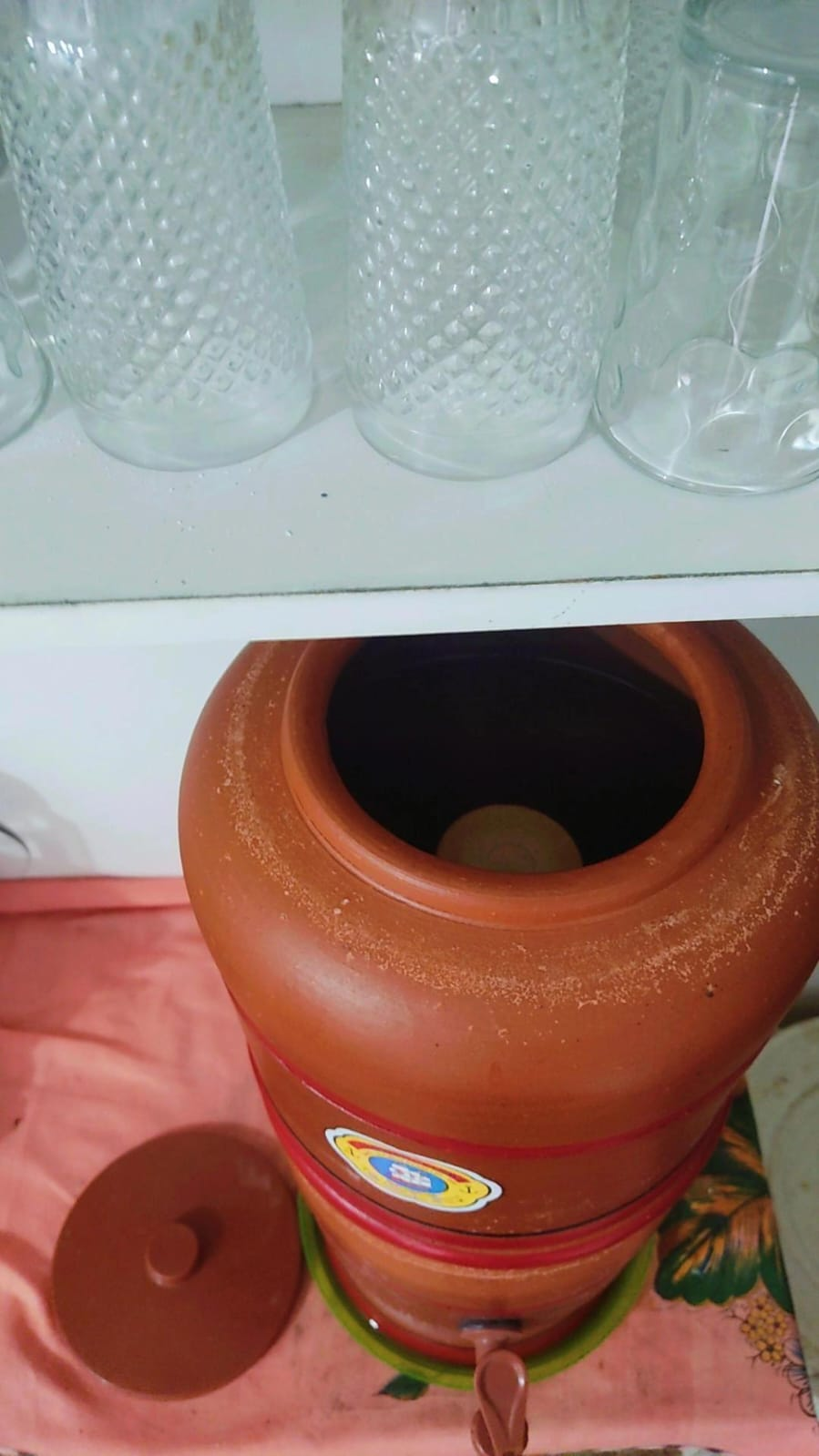
Filtro de barro com a vela de purificação em seu interior

O recipiente superior é responsável por armazenar a água que será filtrada pela força da gravidade. Com a lentidão e a pressão, de gota em gota a água passa para o recipiente inferior através das paredes porosas do filtro. Mesmo sendo rústico, este filtro de água recebe classificação P-I ou A (a maior) recebida pelo Inmetro, o que significa que consegue segurar partículas de até 1 mícron (1 milionésimo de metro), o que garante que a maior parte dos poluentes e bactérias não desçam para o compartimento de baixo. Tem a mesma eficácia que produtos de marcas consolidadas no mercado nacional, como o filtro refrigerado Electrolux PA21G e o não refrigerado (assim como o de barro) Consul CPC 30AB.
O tipo de partícula que os filtros de cerâmica não conseguem remover são as partículas virais, pois são menores do que o tamanho dos poros podem filtrar.
Além de purificar a água, o filtro consegue manter sua temperatura baixa (cerca de 5ºC a menos que o ambiente), isso é possível porque o filtro de barro é feito de argila, um material permeável e poroso. Por isso, as moléculas que evaporam por causa da troca de calor com o ambiente absorvem calor, e essa evaporação causa a diminuição da temperatura da água, mantendo a água do interior do filtro de barro sempre fresca.
Por dentro, há também uma porção de carvão na parte interna e uma camada de prata coloidal, um produto bactericida usado para purificar ainda mais a água. E o carvão ativado, que tira o cloro.
A higienização da vela deve ser constante e deve ser trocada quando tiver aparência amarelada, pois a água passa a ficar com um sabor desagradável após certo tempo de uso.
Segundo especialistas, é o mais seguro e eficiente meio de fazer a filtragem da água para consumo oral, com a água saindo do filtro 95% livre de cloro, parasitas, pesticidas e metais, como ferro, chumbo e alumínio, que podem estar entre os resíduos provenientes das tubulações que levam a água até nossa casa.

## História

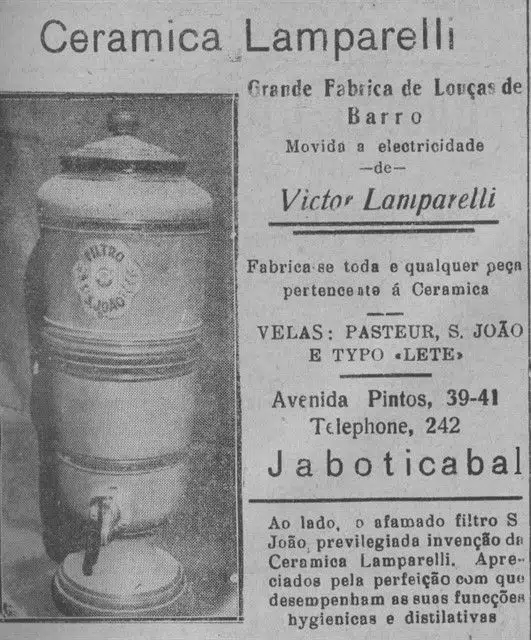
Propaganda da Cerâmica Lamparelli, com foto do Filtro São João

Não se sabe quem criou o primeiro filtro de barro, mas é possível que a peça seja uma invenção brasileira, evolução das moringas de origem indígena. Uma moringa era um utensílio doméstico de barro semelhante a um jarro que era decorado e tinha a função de armazenar água.
Nos primeiros séculos, a talha de cerâmica foi o primeiro equipamento utilizado para purificar a água no âmbito doméstico por meio do processo da decantação, mas esse processo não limpava completamente os resíduos da água. Outra técnica que se utilizava era a de ferver a água antes de beber, mas foi somente nos séculos XIX e XX que começaram a surgir os primeiros filtros cerâmicos com velas de filtragem no estado de São Paulo.
No início, as velas já existiam na Europa e foram trazidas por imigrantes italianos e portugueses; já eram usadas em filtros de pedra ou metal e eram feitas de pedras porosas.
Segundo relatos, por volta de 1910, um dos imigrantes que vivia em São Paulo percebeu que as jazidas de argila do interior do estado, podiam fornecer material para a fabricação de potes de cerâmica, servindo também para a fabricação de filtros,surgindo assim o primeiro modelo, não ficando registrado o nome de seu criador.
O filtro tradicional, o chamado filtro São João, de barro vermelho e vela porosa foi criado Cerâmica Lamparelli em 1920, na cidade paulista de Jaboticabal, fazendo uso das jazidas de argila da região. Era um artigo de luxo, direcionado para as classes A e B.
A invenção do filtro de barro foi revolucionária, pois além de mudar o modo de se beber água, contribuiu significativamente para a saúde pública, pois foi criado em um período (virada do século XIX para o XX) em que se havia muitas mortes pelo contágio de doenças epidêmicas (ocorrendo mais facilmente devido ao aumento populacional) relacionadas ao consumo de água não tratada, como febre tifoide, tuberculose e cólera. Essa água vinha de poços, rios ou era canalizada, ou até, em certo momento, retirada de fontes e chafarizes promovidos pelos governos. Com o filtro, agora as pessoas poderiam ter água limpa e em suas próprias casas. A falta de saneamento básico no Brasil somada à crescente urbanização de algumas cidades foram responsáveis pela popularização dos filtros de barro, pois, agora, as famílias esperavam consumir uma água mais pura e evitar o contágio dessas doenças.
O processo de produção do filtro era essencialmente artesanal: o ceramista colocava um pedaço de argila limpa e tratada sobre um torno, moldando com as mãos os reservatórios do filtro. Em seguida, depois de secos, eles eram levados para um forno à lenha, onde seriam queimados a uma temperatura aproximada de 1.000°C. Depois disso, os filtros eram pintados e recebiam as velas e a torneira.
A partir da década de 1990, o filtro de barro foi sendo substituído por modelos de filtros e purificadores de água mais modernos, com a promessa de serem melhores que o filtro de barro, no tocante a eliminação de impurezas.
Para efeito de curiosidade, a crise hídrica no estado de São Paulo de 2014 a 2016 alavancou as vendas do filtro de barro, pois a população receava de que o volume morto do Reservatório de Cantareira contivesse metais pesados. A maior fabricante de filtro de cerâmica do País relatou um aumento de produção e venda em 20% no ano de 2015.

## Empresas pioneiras

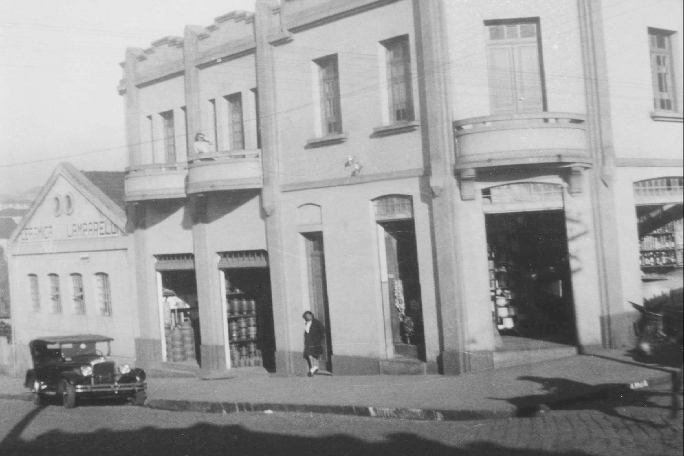
Prédio da Cerâmica Lamparelli, Jaboticabal, em 1938

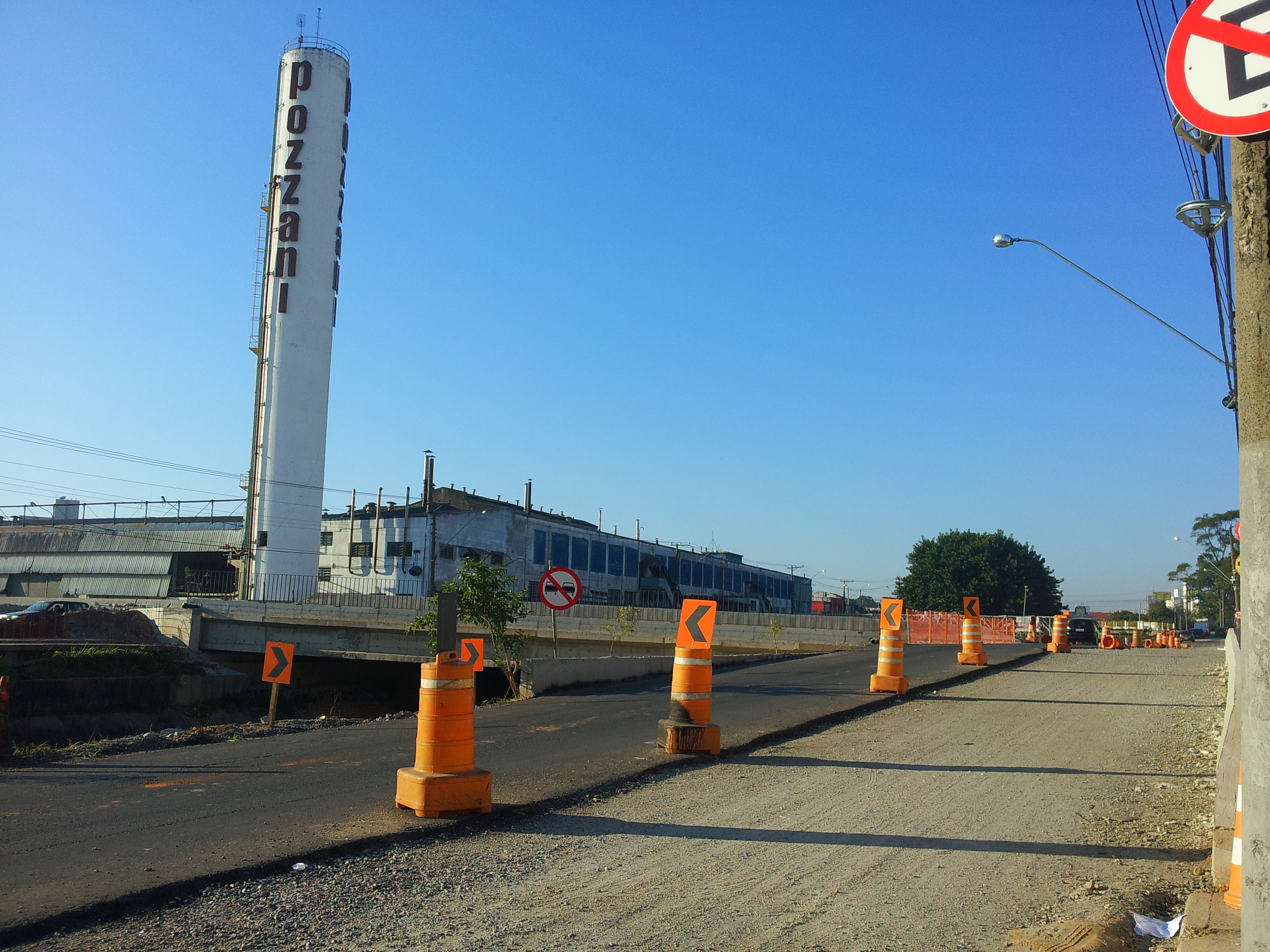
Antiga sede da Cerâmica Pozzani, em Jundiaí

As três fabricantes de filtros mais importantes no começo do século XX foram: a Cerâmica Lamparelli, a Cerâmica Pozzani e a Antonio Nogueira & Cia. Dentre elas a que mais se destacou foi a Cerâmica Lamparelli que por volta de 1926 conseguiu desenvolver um tipo de vela capaz de filtrar a água com mais eficiência. A empresa lançou o Filtro São João que logo se tornou seu produto mais vendido tanto em São Paulo como em outros estados brasileiros, contribuindo para a disseminação para o resto do país. Outra importante inovação importante foi realizada pela empresa Antonio Nogueira & Cia responsável por lançar o primeiro filtro esterilizante do mercado.